# Пам'ятки історії Нововодолазького району
У Нововодолазькому районі Харківської області на обліку перебуває 68 пам'яток історії.
| № п/п | Охоронний номер пам’ятки | Місце знаходження, (адреса) пам’ятки                      | Найменування пам’ятки | Автор, дослідник пам’ятки.Дата відкриття                           | Матеріал, з якого виготовлений пам’ятник. Основні розміри                                    | Категорія охорони пам’ятки | Номер і дата рішення державних органів про взяття пам’ятки під охорону | Охоронна зона |
| ----- | ------------------------ | --------------------------------------------------------- | --- | ------------------------------------------------------------------ | -------------------------------------------------------------------------------------------- | -------------------------- | ---------------------------------------------------------------------- | ------------- |
| 1.    | 1227                     | смт. Нова Водолага Нововодолазької сел/р, пл. Перемоги    | Братська могила радянських воїнів. Поховано 244 воїнів. 1943 р.                                                                 | Харківська скульптурна фабрика 1957 р., 1995 р.                    | Скульптура — 2,5 м, з/б Постамент — 1,0 м, цегла, облицьована мармуром                       | Місцева                    | № 61 від 25.01.72р.                                                    |               |
| 2.    | 1226                     | -<<-                                                      | Братська могила партизанів. Поховано 12 чол. 1942 р., 1943 р.                                                                   | Харківська скульптурна фабрика 1952 р.                             | Обеліск — 2,5 м, мармур                                                                      | -<<-                       | -<<-                                                                   |               |
| 3.    | 1737                     | -<<-                                                      | Могила Либи С. О., командира партизанського загону. 1943 р.                                                                     | Харківська скульптурна фабрика 1973 р.                             | Стела — 2,45х0,8х0,2 мПостамент — 0,4 м, мармурова кришка                                    | -<<-                       | № 13 від 12.01.81р.                                                    |               |
| 4.    | 1738                     | смт. Нова Водолага Нововодолазької сел/р                  | Могила Кривошея М. Г., Героя Соціалістичної Праці. 1975 р.                                                                      | Харківська скульптурна фабрика 1975 р.                             | Обеліск — 1,2х0,5х0,25 м, мармурова кришка                                                   | -<<-                       | -<<-                                                                   |               |
| 5.    | 1739                     | -<<-                                                      | Могила Ляха В. Ф., Героя Соціалістичної Праці. 1972 р.                                                                          | Харківська скульптурна фабрика 1972 р.                             | Обеліск — 1,65 м, метал                                                                      | -<<-                       | -<<-                                                                   |               |
| 6.    | 1228                     | -<<-, вул. Челюскіна                                      | Братська могила радянських воїнів. Поховано 10 воїнів. 1943 р.                                                                  | Харківська скульптурна фабрика 1975 р.                             | Обеліск — 1,9 м, мармурова кришка                                                            | -<<-                       | № 61 від 25.01.72р.                                                    |               |
| 7.    | 1734                     | смт. Нова Водолага Нововодолазької сел/р, вул. Харківська | Братські могили жертв фашизму. 1941–1943 рр.                                                                                    | Харківська скульптурна фабрика 1980 р.                             |                                                                                              | -<<-                       | № 13 від 12.01.81р.                                                    |               |
| 8.    | 1735                     | смт. Нова Водолага Нововодолазької сел/р                  | Могили бійців народної міліції. Поховано 9 чол. 1918 р.                                                                         | Харківська скульптурна фабрика 1973 р.                             | Обеліск — 2,0 м, мармурова кришка Постамент — 0,6 м                                          | -<<-                       | -<<-                                                                   |               |
| 9.    | 1736                     | -<<-                                                      | Могила Батрева К. Ф., командира червоногвардійського загону. 1918 р.                                                            | Харківська скульптурна фабрика 1973 р.                             | Обеліск — 2,0 м, мармурова кришка Постамент — 0,4 м                                          | -<<-                       | -<<-                                                                   |               |
| 10.   | 1859                     | -<<-                                                      | Могила Жарикова А. М., Героя Радянського Союзу. 1979 р.                                                                         | Харківська скульптурна фабрика 1980 р.                             | Стела — 2,0х1,1х0,35 м, граніт Постамент — 0,2 м                                             | -<<-                       | № 328 від 23.05.83р.                                                   |               |
|       |                          |                                                           | |                                                                    |                                                                                              |                            |                                                                        |               |
| 12.   | 1229                     | смт. Борки Борківської сел/р                              | Братська могила радянських активістів і радянських воїнів. Поховано 472 чол. 1920–1921 рр.,1941 р., 1943 р.                     | Харківська скульптурна фабрика 1962 р.                             | Скульптура — 3,0 м, з/б Постамент — 2,5 м, цегла, цемент                                     | -<<-                       | -<<-                                                                   |               |
| 13.   | 1230                     | сел. Ватутіне Рокитненської с/р                           | Братська могила радянських воїнів. Поховано 15 воїнів. 1943 р.                                                                  | Харківська скульптурна фабрика 1955 р.                             | Скульптура — 2,5 м, з/б Постамент — 2,5 м, цегла, цемент                                     | -<<-                       | -<<-                                                                   |               |
| 14.   | 1231                     | с. Винники Станичненської с/р                             | Братська могила радянських воїнів. Поховано 26 воїнів. 1943 р.                                                                  | Харківська скульптурна фабрика 1972 р.                             | Скульптура — 3,0 м, з/б Постамент — 2,6 м, цегла, цемент                                     | Місцева                    | № 61 від 25.01.72р.                                                    |               |
| 15.   | 1232                     | с. Вільхуватка Рокитненської с/р                          | Братська могила радянських воїнів. Поховано 54 воїни. 1943 р.                                                                   | Харківська скульптурна фабрика 1950 р.                             | Скульптура — 2,5 м, з/б Постамент — 2,8 м, цегла, цемент                                     | -<<-                       | -<<-                                                                   |               |
| 16.   | 1233                     | с. Гаврилівка Станичненської с/р                          | Братська могила радянських воїнів. Поховано 20 воїнів. 1943 р.                                                                  | Харківська скульптурна фабрика 1956 р.                             | Скульптура — 2,5 м, з/б Постамент — 2,7 м, цегла, цемент                                     | -<<-                       | -<<-                                                                   |               |
| 17.   | 1234                     | с. Дерегівка Просянської с/р                              | Братська могила радянських воїнів і пам'ятний знак воїнам-односельцям. Поховано 13 воїнів. 1943 р., 1941–1945 рр.               | Харківська скульптурна фабрика 1957 р., 1975 р.                    | Скульптура — 2,5 м, з/бПостамент — 2,5 м, цегла, цементСтела — 2,0х0,8 м                     | -<<-                       | -<<-                                                                   |               |
| 18.   | 227                      | с. Дячківка Старовірівської с/р                           | Орловська фортеця Української укріпленої лінії. 1731–1742 рр.                                                                   |                                                                    | Площа 300,0х300,0 м                                                                          | -<<-                       | № 196 від 16.04.84р.                                                   |               |
| 19.   | 1235                     | -<<-                                                      | Братська могила радянських воїнів. Поховано 7 воїнів. 1943 р.                                                                   | Харківська скульптурна фабрика 1967 р.                             | Скульптура — 2,5 м, з/б Постамент — 1,3 м, цегла, цемент                                     | -<<-                       | № 61 від 25.01.72р.                                                    |               |
| 20.   | 1236                     | -<<-                                                      | Братська могила жертв фашизму. Поховано 29 чол. 1943 р.                                                                         | Харківська скульптурна фабрика 1973 р.                             | Стела — 2,4х0,8х0,5 м, мармурова кришка                                                      | -<<-                       | -<<-                                                                   |               |
| 21.   | 1237                     | с. Знам'янка Знам'янської с\р                             | Братська могила радянсь-ких воїнів. Поховано 32 воїни. 1943 р.                                                                  | Харківська скульптурна фабрика. 1957 р.,                           | Скульптура — 3,0 м, з/б Постамент — 4,0 м, цегла, цемент                                     | -<<-                       | -<<-                                                                   |               |
| 22.   | 1860                     | -<<-                                                      | Пам'ятник Либі С. О., командирові Нововодолазького партизанського загону                                                        | Скульпт. Євтушенко В., Шелковников В. 1982 р.                      | Бюст — 1,2 м, мармурова кришка Постамент — 1,7 м, цегла, цемент                              | -<<-                       | № 328 від 23.05.83р.                                                   |               |
| 23.   | 1730                     | с. Караван Караванської с/р                               | Братська могила радянських активістів. Поховано 17 чол.. 1920 р.                                                                | 1958 р.                                                            | Стела — 1,5х1,3х0,2 м, цегла, цемент                                                         | -<<-                       | № 13 від 12.01.81р.                                                    |               |
| 24.   | 1238                     | -<<-                                                      | Братська могила радянських воїнів. Поховано 116 чол. 1943 р.                                                                    | Харківська скульптурна фабрика 1958 р.                             | Скульптура — 3,0 м, з/б Постамент — 2,5 м, цегла, цемент                                     | -<<-                       | № 61 від 25.01.72р.                                                    |               |
| 25.   | 1731                     | -<<-                                                      | Пам'ятний знак воїнам-односельцям.1941-1945 рр.                                                                                 | Харківська скульптурна фабрика 1975 р.                             | Стела — 4,0х3,0х0,4 м цегла, цемент                                                          | -<<-                       | № 13 від 12.01.81р.                                                    |               |
| 26.   | 1239                     | с. Ключеводське Бірківської сел/р                         | Братська могила радянських воїнів. Поховано 228 воїнів. 1943 р.                                                                 | Харківська скульптурна фабрика 1964 р.                             | Скульптура — 2,5 м, з/б Постамент — 2,5 м, цегла, цемент                                     | -<<-                       | № 61 від 25.01.72р.                                                    |               |
| 27.   | 1240                     | с. Княжне Сосонівської с/р                                | Братська могила радянських воїнів. Поховано 20 воїнів. 1943 р.                                                                  | Харківська скульптурна фабрика 1958 р.                             | Скульптура — 2,5 м, з/б Постамент — 3,0 м, цегла, цемент                                     | -<<-                       | -<<-                                                                   |               |
| 28.   | 1241                     | сел. Слобожанське Станичненської с/р                      | Братська могила радянських воїнів. Поховано 84 воїни. 1943 р.                                                                   | Харківська скульптурна фабрика 1957 р.                             | Скульптура — 2,5 м, з/б Постамент — 2,8 м, цегла, цемент                                     | -<<-                       | -<<-                                                                   |               |
| 29.   | 1242                     | с. Липкуватівка Бірківської сел/р                         | Братська могила радянських воїнів. Поховано 93 воїни. 1943 р.                                                                   | Харківська скульптурна фабрика 1955 р.                             | Скульптура — 3,5 м, з/б Постамент — 2,8 м, цегла, цемент                                     | -<<-                       | -<<-                                                                   |               |
|       |                          |                                                           | |                                                                    |                                                                                              |                            |                                                                        |               |
| 31.   | 1953                     | -<<-                                                      | Пам'ятник Доценко І. Т. — Герою Радянського Союзу. 1943 р.                                                                      | Харківська скульптурна фабрика 1982 р.                             | Бюст — 0,8 м, гіпс Постамент — 1,6 м, цегла, цементСтела — 3,5х1,2х0,6 м, з/б                | Місцева                    | № 196 від 16.04.84р.                                                   |               |
| 32.   | 1243                     | с. Ляшівка Станичненської с/р                             | Братська могила радянських воїнів. Поховано 37 воїнів. 1943 р.                                                                  | Харківська скульптурна фабрика 1957 р.                             | Скульптура — 2,5 м, з/б Постамент — 4,0 м, цегла, цемент                                     | -<<-                       | № 61 від 25.01.72р.                                                    |               |
| 33.   | 1244                     | с. Мануйлове Знам'янської с/р                             | Братська могила радянських воїнів і пам'ятний знак воїнам-односельцям. Поховано 19 воїнів. 1943 р., 1941–1945 рр.               | Харківська скульптурна фабрика 1957 р., постамент замінено 1975 р. | Скульптура — 3,0 м, з/б Постамент — 2,5 м, цегла, цемент                                     | -<<-                       | -<<-                                                                   |               |
| 34.   | 1732                     | с. Миколаївка Миколаївської с/р                           | Братська могила Меліхова М. С. і Бородіна Ф. І.1920 р.                                                                          | 1957 р.                                                            | Обеліск — 1,5х0,8х0,8 м, цегла, цемент                                                       | -<<-                       | № 13 від 12.01.81р.                                                    |               |
| 35.   | 1245                     | -<<-                                                      | Братська могила радянських воїнів. Поховано 48 воїнів. 1943 р.                                                                  | Харківська скульптурна фабрика 1957 р.                             | Скульптура — 3,0 м, з/б Постамент — 2,8 м, цегла, цемент                                     | -<<-                       | № 61 від 25.01.72р.                                                    |               |
| 36.   | 1733                     | -<<-                                                      | Пам'ятний знак Курячому К. Н., Герою Радянського Союзу. 1943 р.                                                                 | Харківська скульптурна фабрика 1974 р.                             | Обеліск — 2,0х0,6х0,3 м, мармурова кришка                                                    | -<<-                       | № 13 від 12.01.81р.                                                    |               |
| 37.   | 1246                     | -<<-                                                      | Братська могила радянських воїнів. Поховано 38 воїнів. 1943 р.                                                                  | 1951 р.                                                            | Обеліск — 2,5х1,7х1,7 м, цегла, цемент                                                       | -<<-                       | № 61 від 25.01.72р.                                                    |               |
| 38.   | 1247                     | с. Мокра Рокитна Рокитненської с/р                        | Братська могила радянських воїнів. Поховано 21 воїн. 1943 р.                                                                    | Харківська скульптурна фабрика 1952 р.                             | Скульптура — 2,5 м, з/б Постамент — 2,5 м, цегла, цемент                                     | -<<-                       | -<<-                                                                   |               |
| 39.   | 1248                     | с. Муравлинка Старовірівської с/р                         | Братська могила радянських воїнів. Поховано 150 воїнів. 1943 р.                                                                 | Харківська скульптурна фабрика 1968 р.                             | Скульптура — 3,0 м, з/б Постамент — 1,2 м, цегла, цемент                                     | -<<-                       | -<<-                                                                   |               |
| 40.   | 1249                     | с. Новоселівка Нововодолазької сел/р                      | Братська могила радянських активістів і радянських воїнів. Поховано 81 воїн. 1918 р., 1919 р., 1922 р., 1943 р.                 | Харківська скульптурна фабрика. 1958 р.                            | Скульптура — 3,0 м, з/б Постамент — 2,8 м, цегла, цемент                                     | -<<-                       | -<<-                                                                   |               |
| 41.   | 1250                     | с. Одринка Одринської с/р                                 | Братська могила радянських воїнів. Поховано 45 воїнів. 1943 р.                                                                  | Харківська скульптурна фабрика 1957 р.                             | Скульптура — 3,0 м, з/б Постамент — 3,0 м, цегла, цемент                                     | -<<-                       | -<<-                                                                   |               |
| 42.   | 1251                     | с. Ордівка Ордівської с/р                                 | Братська могила радянських воїнів. Поховано 204 воїни. 1943 р.                                                                  | Харківська скульптурна фабрика 1950 р.                             | Скульптура — 2,5 м, з/б Постамент — 3,0 м, цегла, цемент                                     | -<<-                       | -<<-                                                                   |               |
| 43.   | 1252                     | с. Ордівка Ордівської с/р, біля колишнього хутора Булахи  | Братська могила радянських воїнів. Поховано 806 воїнів. 1943 р.                                                                 | Харківська скульптурна фабрика 1957 р.                             | Скульптура — 2,5 м, з/б Постамент — 2,0 м, цегла, цемент                                     | -<<-                       | -<<-                                                                   |               |
| 44.   | 1271                     | -<<-                                                      | Пам'ятник радянським воїнам-визволителям. 1943 р.                                                                               | Харківська скульптурна фабрика 1957 р.                             | Стела — 2,6 м, з/б                                                                           | -<<-                       | -<<-                                                                   |               |
| 45.   | 1740                     | -<<-                                                      | Пам'ятник медсестрам, розстріляним фашистами. 1943 р.                                                                           | Харківська скульптурна фабрика 1972 р.                             | Стела — 1,7х0,6х0,8 м, мармурова кришка Постамент — 0,3 м                                    | -<<-                       | № 13 від 12.01.81р.                                                    |               |
| 46.   | 1250                     | с. Ордівка Ордівської с/р                                 | Братська могила радянських воїнів. Поховано 300 воїнів. 1943 р.                                                                 | Харківська скульптурна фабрика 1955 р.                             | Обеліск — 3,0 м, цегла, цемент                                                               | -<<-                       | № 61 від 25.01.72р.                                                    |               |
| 47.   | 1741                     | -<<-                                                      | Пам'ятник Малишеву В. Ф. — Герою Радянського Союзу. 1943 р.                                                                     | Харківська скульптурна фабрика 1974 р.                             | Стела — 2,0х0,7х0,2 м, мармурова кришка Постамент — 0,3 м                                    | -<<-                       | № 13 від 12.01.81р.                                                    |               |
| 48.   | 1254                     | с. Охоче Охоченської с/р                                  | Братська могила радянських воїнів і пам'ятний знак воїнам-односельцям. Поховано 409 воїнів. 1941 р., 1943 р., 1941–1945 рр.     | Харківська скульптурна фабрика 1957 р.                             | Скульптура — 2,8 м, з/б Постамент — 3,5 м, цегла, цемент                                     | -<<-                       | № 61 від 25.01.72р.                                                    |               |
| 49.   | 1742                     | -<<-                                                      | Пам'ятник радянській розвідниці, розстріляній фашистами. 1942 р.                                                                | 1974 р.                                                            | Стела — 1,7х0,7х0,15 м, мармурова кришка Постамент — 0,3 м                                   | Місцева                    | № 13 від 12.01.81р.                                                    |               |
| 50.   | 1744                     | сел. Палатки Старовірівської с/р                          | Пам'ятник В.І.Леніну і братська могила жертв фашизму. 1943 р.                                                                   | Харківська скульптурна фабрика 1957 р. 1978 р.                     | Бюст — 0,8 м, гіпс Постамент — 1,7 м, цегла, цементСтела — 1,35х0,46х0,3 м, мармурова кришка | -<<-                       | -<<-                                                                   |               |
| 51.   | 227                      | с. Парасковія Мелихівської с/р                            | Парасковіївська фортеця Української укріпленої лінії                                                                            |                                                                    | Площа 300,0х300,0 м                                                                          | -<<-                       | № 61 від 25.01.72р.                                                    |               |
| 52.   | 1255                     | -<<-                                                      | Братська могила радянських воїнів. 1943 р.                                                                                      | 1957 р.                                                            | Скульптура — 2,8 м, з/б Постамент — 3,5 м, цегла, цемент                                     | -<<-                       | -<<-                                                                   |               |
| 53.   | 1256                     | с. Просяне Просянської с/р                                | Братська могила радянських воїнів. Поховано 72 воїни. 1943 р.                                                                   | Харківська скульптурна фабрика 1957 р.                             | Скульптура — 2,5 м, з/б Постамент — 3,0 м, цегла, цемент                                     | -<<-                       | -<<-                                                                   |               |
| 54.   | 1257                     | с. Рокитне Рокитненської с/р                              | Братська могила радянських воїнів. Поховано 99 воїнів. 1943 р.                                                                  | Харківська скульптурна фабрика 1957 р.                             | Скульптура — 3,0 м, з/б Постамент — 2,8 м, цегла, цемент                                     | -<<-                       | -<<-                                                                   |               |
| 55.   | 1253                     | с. Гуляй Поле Бірківської сел/р                           | Братські могили радянських воїнів. Поховано 390 воїнів. 1942 р., 1943 р.                                                        | Харківська скульптурна фабрика 1967 р.                             | Скульптура — 3,0 м, з/б Постамент — 3,0 м, цегла, цемент                                     | -<<-                       | -<<-                                                                   |               |
| 56.   | 1269                     | -<<-                                                      | Могила Рябухи С. О., голови комнезаму. 1922 р.                                                                                  | Харківська скульптурна фабрика 1966 р.                             | Обеліск — 2,5 м, цегла, цемент                                                               | -<<-                       | -<<-                                                                   |               |
| 57.   | 1259                     | с. Сосонівка Сосонівської с/р                             | Братська могила радянських воїнів. 1943 р.                                                                                      | Харківська скульптурна фабрика 1957 р.                             | Скульптура — 2,5 м, з/б Постамент — 3,0 м, цегла, цемент                                     | -<<-                       | -<<-                                                                   |               |
| 58.   | 1260                     | с. Станичне Станичненської с/р                            | Братська могила радянських воїнів. Поховано 44 воїни. 1941 р., 1943 р.                                                          | Харківська скульптурна фабрика 1955 р.                             | Скульптура — 2,5 м, з/б Постамент — 3,0 м, цегла, цемент, облицьований плиткою               | -<<-                       | -<<-                                                                   |               |
| 59.   | 1261                     | с. Стара Водолага Староводолазької с/р                    | Братська могила радянських воїнів. Поховано 242 воїни. 1943 р.                                                                  | Харківська скульптурна фабрика 1951 р.                             | Скульптура — 2,5 м, з/б Постамент — 4,5 м, цегла, цемент                                     | -<<-                       | -<<-                                                                   |               |
| 60.   | 1952                     | с. Старовірівка Старовірівської с/р                       | Братська могила Гребенкіна І. Е., комісара продзагону і Івлєва В. І., бійця продзагону. 1920 р.                                 | 1970 р.                                                            | Стела — 1,65 м, мармурова кришка                                                             | -<<-                       | № 196 від 16.04.84р.                                                   |               |
| 61.   | 1262                     | с. Старовірівка Старовірівської с/р, в центрі села        | Братська могила радянських воїнів. Поховано 114 воїнів. 1941 р., 1943 р.                                                        | Харківська скульптурна фабрика 1957 р.                             | Скульптура — 2,5 м, з/б Постамент — 4,0 м, цегла, цемент                                     | -<<-                       | № 61 від 25.01.72р.                                                    |               |
| 62.   | 1263                     | -<<-                                                      | Братська могила радянських воїнів. Поховано 25 воїнів. 1943 р.                                                                  | Харківська скульптурна фабрика 1967 р.                             | Скульптура — 3,0 м, з/б Постамент — 2,5 м, цегла, цемент                                     | -<<-                       | -<<-                                                                   |               |
| 63.   | 1264                     | -<<-                                                      | Братська могила радянських воїнів. Поховано 41 воїн. 1943 р.                                                                    | Харківська скульптурна фабрика 1971 р.                             | Скульптура — 3,0 м, мармурова кришка Постамент — 2,2 м, цегла, цемент                        | -<<-                       | № 61 від 25.01.72р.                                                    |               |
| 64.   | 1266                     | -<<-                                                      | Братська могила радянських воїнів і пам'ятний знак воїнам-односельцям. Поховано 10 воїнів. 1943 р., 1941–1945 рр.               | Харківська скульптурна фабрика 1969 р.                             | Скульптура −2,5 м, з/б Постамент — 1,8 м, цегла, цемент                                      | -<<-                       | -<<-                                                                   |               |
| 65.   | 1270                     | -<<-                                                      | Могила Кузнєцова, лейтенанта Радянської Армії. 1942 р.                                                                          | Харківська скульптурна фабрика 1950 р.                             | Обеліск — 2,5 м, граніт                                                                      | Місцева                    | -<<-                                                                   |               |
| 66.   | 1273                     | -<<-                                                      | Пам'ятник Леніну В. І. | Харківська скульптурна фабрика 1978 р.                             | Скульптура — 3,0 м, з/б Постамент — 3,2 м, цегла, цемент                                     | -<<-                       | -<<-                                                                   |               |
| 67.   | 1267                     | с. Ступенівка Сосонівської с/р                            | Братська могила радянських воїнів. Поховано 20 воїнів. 1943 р.                                                                  | Харківська скульптурна фабрика 1957 р.                             | Скульптура — 3,0 м, з/б Постамент — 2,3 м, цегла, цемент                                     | -<<-                       | -<<-                                                                   |               |
| 68.   | 1268                     | с. Федорівка Знам'янської с/р                             | Братська могила радянських воїнів і пам'ятний знак воїнам-односельцям. Поховано 57 воїнів. 1943 р., 1941–1945 рр. 1941–1945 рр. | Харківська скульптурна фабрика 1966 р.                             | Скульптура — 2,5 м, з/б Постамент — 3,0 м, цегла, цемент                                     | -<<-                       | -<<-                                                                   |               |
|       |                          |                                                           | |                                                                    |                                                                                              |                            |                                                                        |               |

## Джерело
Лист Харківської Облдержадміністрації на запит ВМ УА від 28 березня 2012. Файли доступні на сайті конкурсу WLM [Архівовано 26 березня 2018 у Wayback Machine.].